# Serianthes robinsonii
Serianthes robinsonii là một loài thực vật có hoa trong họ Đậu. Loài này được Fosberg miêu tả khoa học đầu tiên.